# Мандарин (фільм, 2015)
«Мандарин» (англ. Tangerine) — американська комедійна драма 2015 року поставлена режисером Шоном Бейкером. Світова прем'єра фільму відбулася 23 січня 2015 року на кінофестивалі «Санденс».
У 2015 році фільм брав участь у конкурсній програмі Сонячний зайчик 45-го Київського міжнародного кінофестивалю «Молодість». У березні 2016 року фільм увійшов до рейтингу 30-ти найвидатніших ЛГБТ-фільмів усіх часів, складеному Британським кіноінститутом (BFI) за результатами опитування понад 100 кіноекспертів, проведеного до 30-річного ювілею Лондонського ЛГБТ-кінофестивалю BFI Flare.

## Синопсис
Повернувшись до рідного кварталу на Святвечір, Сін-Ді чує плітки про зраду, вчинену її хлопцем-сутенером протягом її 28-денного ув'язнення. Після цього секс-робітниця разом з Александрою, своєю найкращою подругою, ставлять перед собою завдання ретельно дослідити підстави цих скандальних чуток. Їхня галаслива одіссея проводить їх найрізноманітнішими субкультурами Лос-Анджелеса.

## В ролях
| Кітана Кікі Родріґес | ···· | Сін-Ді     |
| Міа Тейлор           | ···· | Александра |
| Карен Карагулян      | ···· | Размік     |
| Мікі О'Гаґан         | ···· | Діна       |
| Джеймс Ренсон        | ···· | Честер     |
| Алла Туманян         | ···· | Ашкен      |
| Луїза Нерсісян       | ···· | Єва        |
| Арсн Ґрігорян        | ···· | Каро       |

## Визнання
| Нагороди та номінації фільму «Мандарин» | Нагороди та номінації фільму «Мандарин»              | Нагороди та номінації фільму «Мандарин» | Нагороди та номінації фільму «Мандарин» | Нагороди та номінації фільму «Мандарин» | Нагороди та номінації фільму «Мандарин» |
| Рік                                     | Кінопремія/кінофестиваль                             | Категорія/нагорода                      | Номінант                                | Результат                               |                                         |
| --------------------------------------- | ---------------------------------------------------- | --------------------------------------- | --------------------------------------- | --------------------------------------- | --------------------------------------- |
| 2015                                    | Кінофестиваль у Довілі                               | Спеціальний Гран-прі                    | Шон Бейкер                              | Номінація                               |                                         |
| 2015                                    | Кінофестиваль у Довілі                               | Приз журі                               | Шон Бейкер                              | Перемога                                |                                         |
| 2015                                    | Лондонський кінофестиваль                            | Найкращий фільм офіційної програми      | «Мандарин»                              | Номінація                               |                                         |
| 2015                                    | Міжнародний кінофестиваль у Карлових Варах           | Приз «Незалежна камера»                 | Шон Бейкер                              | Перемога                                |                                         |
| 2015                                    | Ольденбурзький кінофестиваль                         | Приз гдядацьких симпатій                | Шон Бейкер                              | Номінація                               |                                         |
| 2015                                    | Кінофестиваль у Палм-Спрінґс                         | Directors to Watch                      | Шон Бейкер                              | Перемога                                |                                         |
| 2015                                    | Сіднейський кінофестиваль                            | Найкращий фільм                         | «Мандарин»                              | Номінація                               |                                         |
| 2015                                    | Кінофестиваль Traverse City                          | Приз Стенлі Кубрика                     | Шон Бейкер                              | Перемога                                |                                         |
| 2015                                    | 45-й Київський міжнародний кінофестиваль «Молодість» | «Сонячний зайчик»                       | «Мандарин»                              | Номінація                               |                                         |
| 2015                                    | Кінопремія «Готем»                                   | Найкращий фільм                         | «Мандарин»                              | Номінація                               |                                         |
| 2015                                    | Кінопремія «Готем»                                   | Найкращий новий актор                   | Кітана Кікі Родріґес                    | Номінація                               |                                         |
| 2015                                    | Кінопремія «Готем»                                   | Найкращий новий актор                   | Міа Тейлор                              | Перемога                                |                                         |
| 2015                                    | Кінопремія «Готем»                                   | Нагорода глядачів                       | «Мандарин»                              | Перемога                                |                                         |